# Società Agraria di Torino
La Société agraire (Società Agraria) de Turin a été fondée le 24 mai 1785, par un édit du roi de Sardaigne Victor-Amédée III, « pour promouvoir pour l'avantage du public la culture des terres principalement sur les territoires appartenant à Sa Majesté en accord avec les règles appropriées et conformes à leur nature variée. »
Cette création a été faite à l'initiative d'un groupe de scientifiques et de chercheurs, imprégnés de l'esprit des Lumières, parmi lesquels Sebastiano Giraud, Vincenzo Virginio, Carlo Giulio et Benedetto Bonvicino.
L'organisation a par la suite reçu un statut royal, devenant le 15 février 1788 la « Reale Società Agraria », et est aujourd'hui connue, depuis 1943, sous le nom de « Accademia di Agricoltura di Torino » (Académie d'agriculture de Turin)